# Corinne Hofmann
 (août 2025).
Si vous disposez d'ouvrages ou d'articles de référence ou si vous connaissez des sites web de qualité traitant du thème abordé ici, merci de compléter l'article en donnant les références utiles à sa vérifiabilité et en les liant à la section « Notes et références ».
Pour les articles homonymes, voir Hofmann.
Corinne Hofmann, née en 1960 à Frauenfeld dans le canton de Thurgovie, en Suisse, de parents franco-allemands, est une écrivaine allemande. Elle est connue pour avoir écrit un livre à succès sur sa vie au Kenya comme jeune femme européenne avec sa belle-famille, dans la brousse, pendant quatre ans.

## Biographie
En 1986, ayant jeté son dévolu sur un grand guerrier massaï de la tribu nomade des Samburu vu sur un bateau, elle écume la brousse sur des milliers de kilomètres pour le retrouver, fait face aux tracasseries administratives, à la maladie, à la faim et à des conditions de vie plus que sommaires. Elle s'entête malgré leur communication plus que limitée — tous deux baragouinent à peine l'anglais — et les chocs culturels permanents. Une épopée contée avec un mélange de naïveté et de pragmatisme parfois déconcertant. « Du Barbara Cartland mâtiné d'une touche de Out of Africa », dira le magazine Time en 2000.
De cette relation avec Lketinga naîtra Napiraï, sa fille unique. Après quatre ans, la jalousie et les problèmes d'alcool de son mari lui font regagner son pays.
Elle vit actuellement[Quand ?] au Tessin.

## Adaptation cinématographique
Son récit a été porté au cinéma en 2005 dans le film La Massaï blanche. Nina Hoss y incarne Corinne.